# Stenopogon hiemalis
Stenopogon hiemalis là một loài ruồi trong họ Asilidae. Stenopogon hiemalis được Martin miêu tả năm 1968. Loài này phân bố ở vùng Tân nhiệt đới.